# Eriosyce
Eriosyce é um gênero botânico da família cactaceae, nativo do Chile.

## Sinonímia
| - Ceratistes Labour. - Chileniopsis Backeb. - Chileocactus Fric - Chileorebutia Fric - Chiliorebutia Fric - Delaetia Backeb. - Dracocactus Y.Itô - Euporteria Kreuz. & Buining - Hildmannia Kreuz. & Buining - Horridocactus Backeb. | - Islaya Backeb. - Neochilenia Backeb. ex Dölz - Neoporteria Britton & Rose - Neoporteria Backeb. - Neotanahashia Y.Itô - Nichelia Bullock - Pyrrhocactus (A.Berger) A.W.Hill - Rodentiophila F.Ritter ex Backeb. - Thelocephala Y.Itô |

### Espécies
| Eriosyce aerocarpa Eriosyce bulbocalyx Eriosyce curvispina Eriosyce esmeraldana | Eriosyce krausii Eriosyce napina Eriosyce senilis Eriosyce villosa etc. |